# Ture Ödlund
Ture Michael Ödlund (ur. 15 maja 1894 w Njurundzie, zm. 14 grudnia 1942 w Sztokholmie) – szwedzki curler, wicemistrz olimpijski z Chamonix.
Ödlund był członkiem reprezentacji Szwecji na Zimowych Igrzyskach Olimpijskich 1924. Grał w drugim szwedzkim zespole, w którym skipem był Carl Wilhelm Petersén. Ekipa przegrała z Wielką Brytanią 7:38, w rezultacie zdobywając srebrne medale. Oficjalnie medal olimpijski Ödlundowi został przyznany pośmiertnie w 2006. Reprezentował Kronprinsens Curlingklubb ze Sztokholmu.

## Drużyna
|          | Czwarty               | Trzeci       | Drugi       | Otwierający        |
| -------- | --------------------- | ------------ | ----------- | ------------------ |
| ZIO 1924 | Carl Wilhelm Petersén | Erik Severin | Ture Ödlund | Victor Wetterström |